# 가미료케촌
가미료케촌(上領家村)은 히로시마현 고누군에 있던 촌이다. 현재의 쇼바라시에 해당한다. 근세 이후 제철업은 쇠퇴하고, 메이지 이후 곤약감자를 특산품으로 삼았다.